# المسرح الأثري بقرطاج

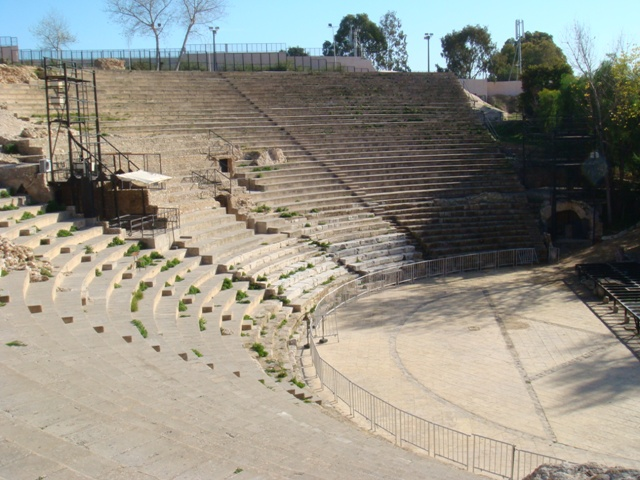
المسرح الأثري بقرطاج

المسرح الأثري بقرطاج، هو مسرح روماني يقع في الطرف الغربي من قرطاج. شيّد المسرح في القرن الثاني للميلاد بالقرن من هضبة الأوديون وشكل فضاءً ثقافيا هاما في تلك الفترة لسكان قرطاج الذين كانو مولاعين بالعروض المسرحية والموسيقية وفن المحاكاة والفلسفة. تعرض المسرح للتخريب اثر الغزو الوندالي في القرن الخامس ووقع ترميمه في مطلع القرن العشرين وأصبح يحتضن كل صيف منذ 1964 مهرجان قرطاج الدولي الذي تنتظم خلاله حفلات موسيقية لفنانين محليين وعالميين كما تقام في أرجاءه بعض العروض السينمائية. يتكون المسرح من ركح ومدرج نصف دائري يفصل بينهما فضاء لمتفرجي الدرجة الأولى وتبلغ طاقة استيعابه ثمانية آلاف متفرج. يوجد بالقرب منه مسرح دائري يرجع كذلك للعهد الروماني كما شيد بجواره عام 2003 جامع مالك بن أنس (جامع العابدين سابقا.